# Národní muzeum v Cardiffu
Národní muzeum v Cardiffu (anglicky National Museum Cardiff, velšsky Amgueddfa Genedlaethol Caerdydd) je muzeum a galerie umění ve městě Cardiff na jihu Walesu ve Spojeném království, jedno z devíti národních muzeí ve Walesu. Otevřeno bylo v roce 1912 a nachází se v centru města, oblasti nazvané Cathays Park. Budova je zařazena v první třídě seznamu listed buildings. Jsou zde předměty z mnoha různých oborů, jako je například archeologie, botanika nebo geologie.